# Glagwa
Un Glagwa è uno scudo a forma di campana dei popoli Wandala del Camerun settentrionale.

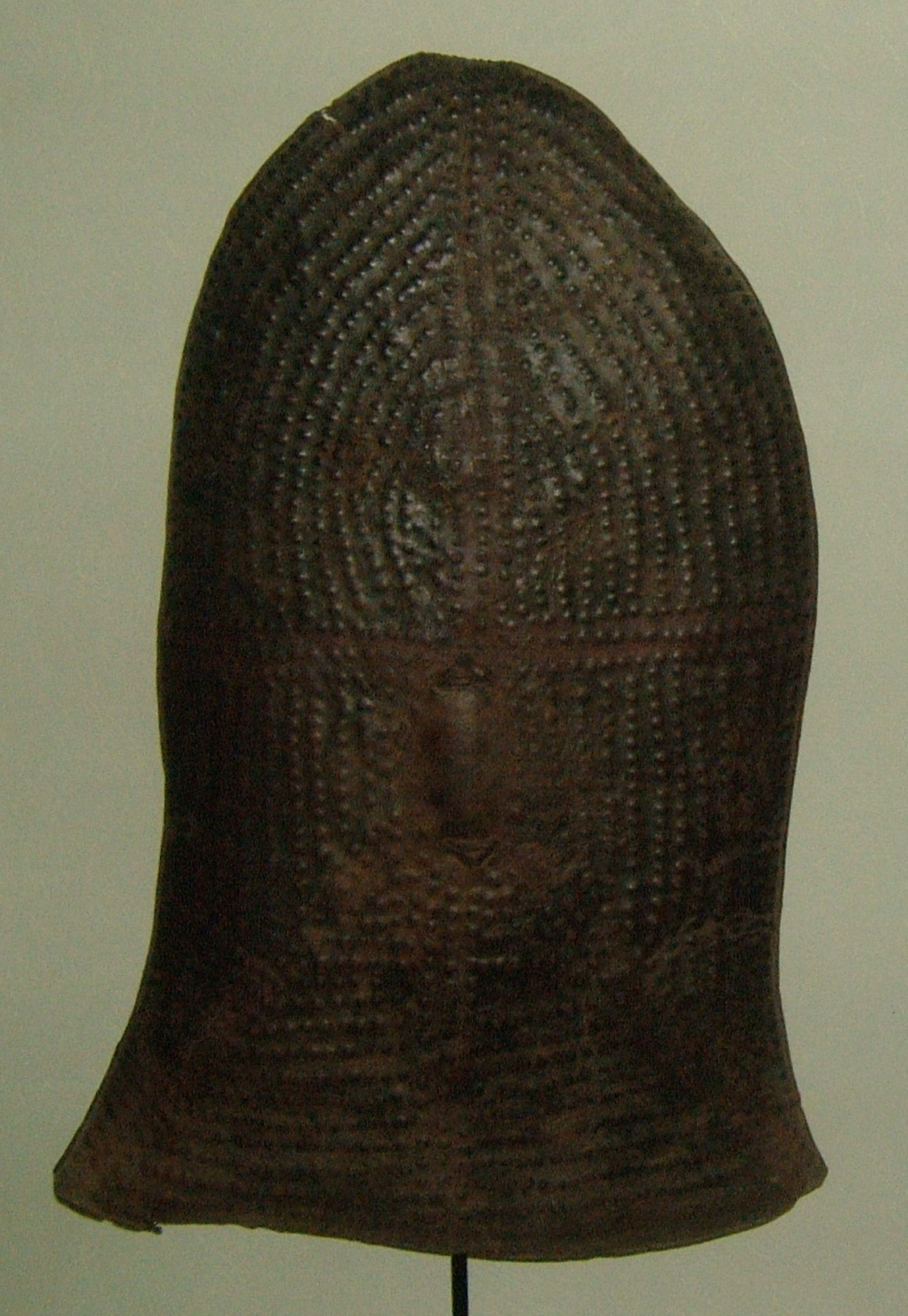
Scudo Glagwa

Questo tipo di scudo veniva solitamente indossato con un'armatura. Era fatto di pelle animale (mucca, bufalo o elefante), più raramente di metallo martellato. Anche le tribù Zulgo, Lamang, Guduf o Bana usavano questo tipo di scudo. Il suo nome cambiava a seconda delle tribù (ad esempio il popolo Zulgo li chiamava "tlokwo") ma furono i Wandala ad inventare questo tipo di scudo.